# 14669 Beletic
14669 Beletic è un asteroide della fascia principale. Scoperto nel 1999, presenta un'orbita caratterizzata da un semiasse maggiore pari a 3,9894195 UA e da un'eccentricità di 0,1200490, inclinata di 5,73676° rispetto all'eclittica.